# Scotinotylus tianschanicus
Scotinotylus tianschanicus là một loài nhện trong họ Linyphiidae.
Loài này thuộc chi Scotinotylus. Scotinotylus tianschanicus được Andrei V. Tanasevitch miêu tả năm 1989.